# Cryptograms
Cryptograms é o segundo álbum de estúdio do grupo de indie rock Deerhunter.
| Críticas profissionais                                                      | Críticas profissionais |
| Avaliações da crítica                                                       | Avaliações da crítica  |
| Fonte                                                                       | Avaliação              |
| --------------------------------------------------------------------------- | ---------------------- |
| allmusic                                                                    | [ 2 ]                  |
| Esta tabela precisa de ser acompanhada por texto em prosa. Consulte o guia. |                        |

## Faixas
Músicas escritas por Moses Archuleta, Bradford Cox, Josh Fauver, Colin Mee e Lockett Pundt, exceto as marcadas.
1. "Intro"  – 2:50 (instrumental)
2. "Cryptograms"  – 4:17
3. "White Ink"  – 4:59 (instrumental)
4. "Lake Somerset"  – 3:49
5. "Providence"  – 4:08 (instrumental)
6. "Octet"  – 7:50
7. "Red Ink"  – 3:40 (instrumental)
8. "Spring Hall Convert"  – 4:29
9. "Strange Lights"  – 3:38 (de Lockett Pundt)
10. "Hazel St."  – 3:48
11. "Tape Hiss Orchid"  – 1:12
12. "Heatherwood"  – 3:37

## Créditos
Deerhunter
- Moses Archuleta — sintetizadores, bateria, eletrônicos, tratamentos.
- Bradford Cox — vocal, eletrônicos, tapes, bateria, guitarra acústica, sinos, acordeon, guitarra elétrica.
- Josh Fauver — baixo tremolo, guitarra baixo, guitarra reversa, vocal.
- Colin Mee — guitarra, tapes, guitarra elétrica.
- Lockett Pundt — sintetizadores, guitarras, guitarra acústica, órgão hammond, vocal.

Produção
- Susan Archie — layout e design.
- Chris Bishop — produção, engenharia de som.
- Jennifer Munson — masterização.
- L. Somerset — autoria.
- Nicolas Vernhes — mixagem.